# Repack
Repack nannten die amerikanischen Mountainbike-Pioniere um Gary Fisher, Joe Breeze unter anderem die Abfahrten mit modifizierten Fahrrädern vom 850 m hohen Mount Tamalpais in Kalifornien, Vereinigte Staaten.
Der Name stammt daher, dass die Trommelbremsnaben der Räder bei den Abfahrten durch ständiges Bremsen so erhitzten, dass das Schmiermittel verdampfte und im Ziel wieder aufgefüllt (englisch repacked) werden musste.
Bei den Rennen wurden die Fahrräder, meist vom Typ Schwinn Cruiser, so weit modifiziert, dass daraus das heute bekannte Mountainbike entstand. Wegen seines Engagements in der Weiterentwicklung dieser ersten umgebauten Räder gilt Gary Fisher heute vielen als Vater des Mountainbike.